# Уайлдинг, Дороти
До́роти Уа́йлдинг (англ. Dorothy Wilding; 10 января 1893, Лонгфорд (Глостершир) — 9 февраля 1976) — известный английский светский фотограф из Глостера. Автор портретов британской королевской семьи, использованных также на почтовых марках.

## Биография
В юности Дороти хотела стать актрисой или художником, но этому воспрепятствовал её дядя, в семье которого она жила, поэтому она выбрала искусство фотографии, обучаться которому она начала с 16 лет.
К 1929 году Уайлдинг уже несколько раз переводила свою фотостудию с одного адреса на другой. В студии на улице Бонд-стрит в Лондоне ей удалось привлечь в качестве заказчиков звёзд театра.
В 1937 году она открыла вторую фотостудию в Нью-Йорке.
В 1958 году была опубликована её автобиография «In Pursuit of Perfection» («В стремлении к совершенству»).

## Творчество

### Портреты королевской семьи
Работая в студии на Бонд-стрит, Уайлдинг сделала свой первый снимок члена королевской семьи, 17-летнего принца Георга (позднее герцога Кентского).
После открытия второй студии в Нью-Йорке фотографу позировала Елизавета Боуз-Лайон, консорт-королева Георга VI, а также был выполнен двойной портрет королевской пары, который использовался для рисунка почтовой марки коронационного выпуска 1937 года. Благодаря этому портрету, Дороти Уайлдинг стала первой женщиной, удостоенной королевского разрешения быть официальным фотографом короля и королевы при их коронации.
За этими портретами позднее последовал известный портрет новой королевы Елизаветы II работы Уайлдинг, который лёг в основу серии стандартных почтовых марок Великобритании, известной как серия «Уайлдинг» и находившейся в почтовом обращении с 1952 по 1967 год, а также серии почтовых марок Канады, бывших в обращении с 1954 по 1962 год.

Примеры почтовых марок с фотопортретами, выполненными Д. Уайлдинг
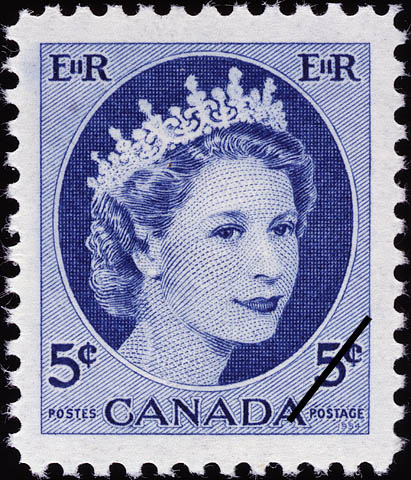
Канада (1954, 5 центов): Елизавета II
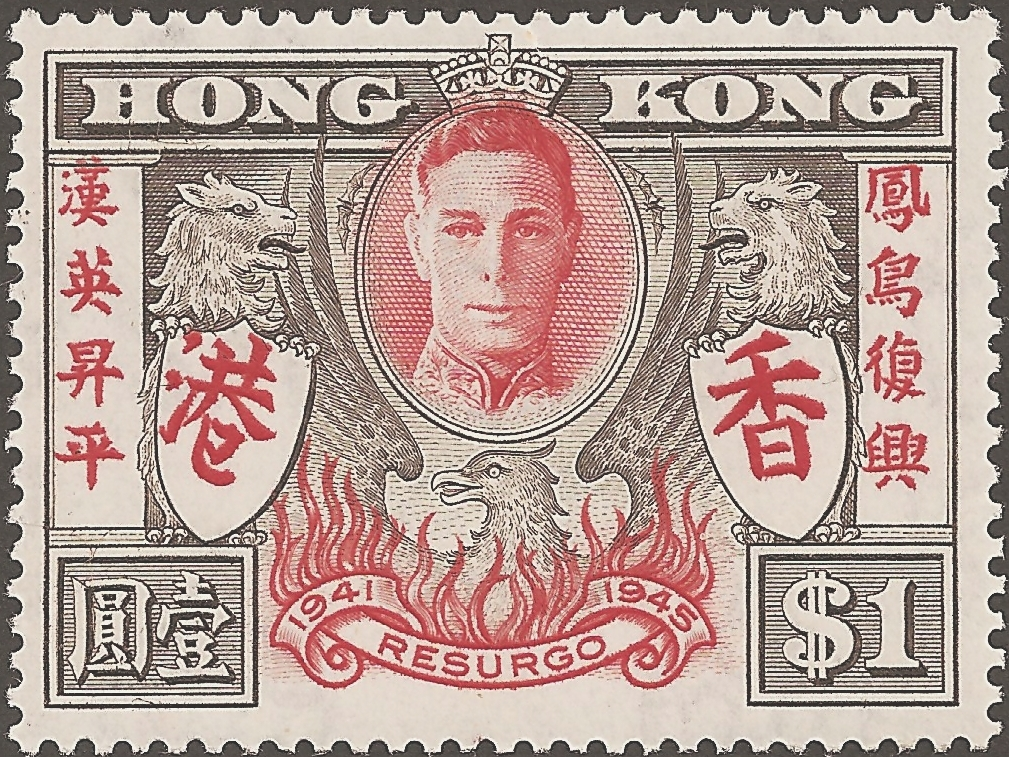
Гонконг (1946, 1 доллар): Георг VI. Первая годовщина окончания Второй мировой войны (Sc #175)
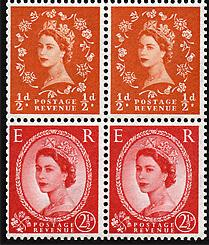
Великобритания (1954): Елизавета II (страница марочного буклета серии «Уайлдинг»)

### Другие фотопортреты
Помимо членов королевской семьи Великобритании, Дороти Уайлдинг фотографировала многих известных людей, включая кинозвёзд и знаменитостей, среди которых были:
- Ноэл Кауард,
- Джесси Мэттьюс,
- Уоллис Симпсон,
- Дайана Уиньярд,
- Клер Блум,
- Харриет Коэн,
- Сесил Битон,
- Джордж Бернард Шоу,
- граф Маунтбеттен Бирманский,
- Анна Мэй Вонг,
- Олдос Хаксли,
- Глэдис Купер,
- Таллула Бэнкхед,
- Хелен Уиллз-Муди,
- Рэймонд Мэсси,
- Морис Шевалье,
- Нэнси Астор,
- Дуглас Фэрбенкс-младший,
- Барбара Хаттон,
- Фанни Херст[англ.],
- Барбара Картленд,
- Ральф Хэнкок[англ.],
- Дафна Дюморье,
- Джон Гилгуд,
- Норман Хартнелл[англ.],
- Гарри Белафонте,
- Луи Журдан,
- Иегуди Менухин,
- Уильям Сомерсет Моэм,
- Юл Бриннер.

Примеры фоторабот Д. Уайлдинг
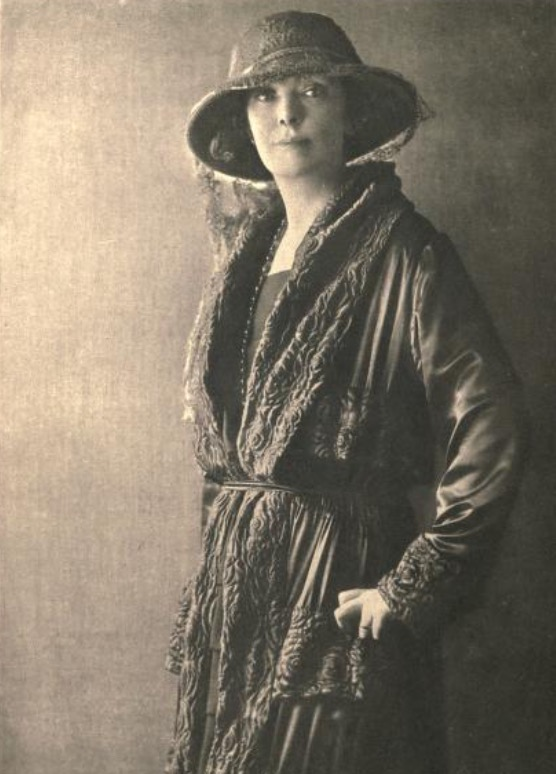
Анджела Форбс[англ.] (1921)
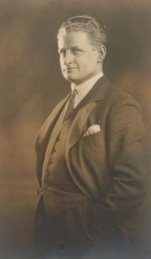
Ральф Хэнкок[англ.] (ок. 1938)

Дороти Уайлдинг также известна своими живописными фотографиями обнаженной натуры.